# Joaquim Ernesto, Príncipe de Anhalt
Joaquim Ernesto de Anhalt (21 de Outubro de 1536 – 6 de Dezembro de 1586), foi um príncipe alemão da Casa de Ascania, governante do principado de Anhalt-Zerbst a partir de 1551, e governante único de todas as terras de Anhalt a partir de 1570.

## Vida

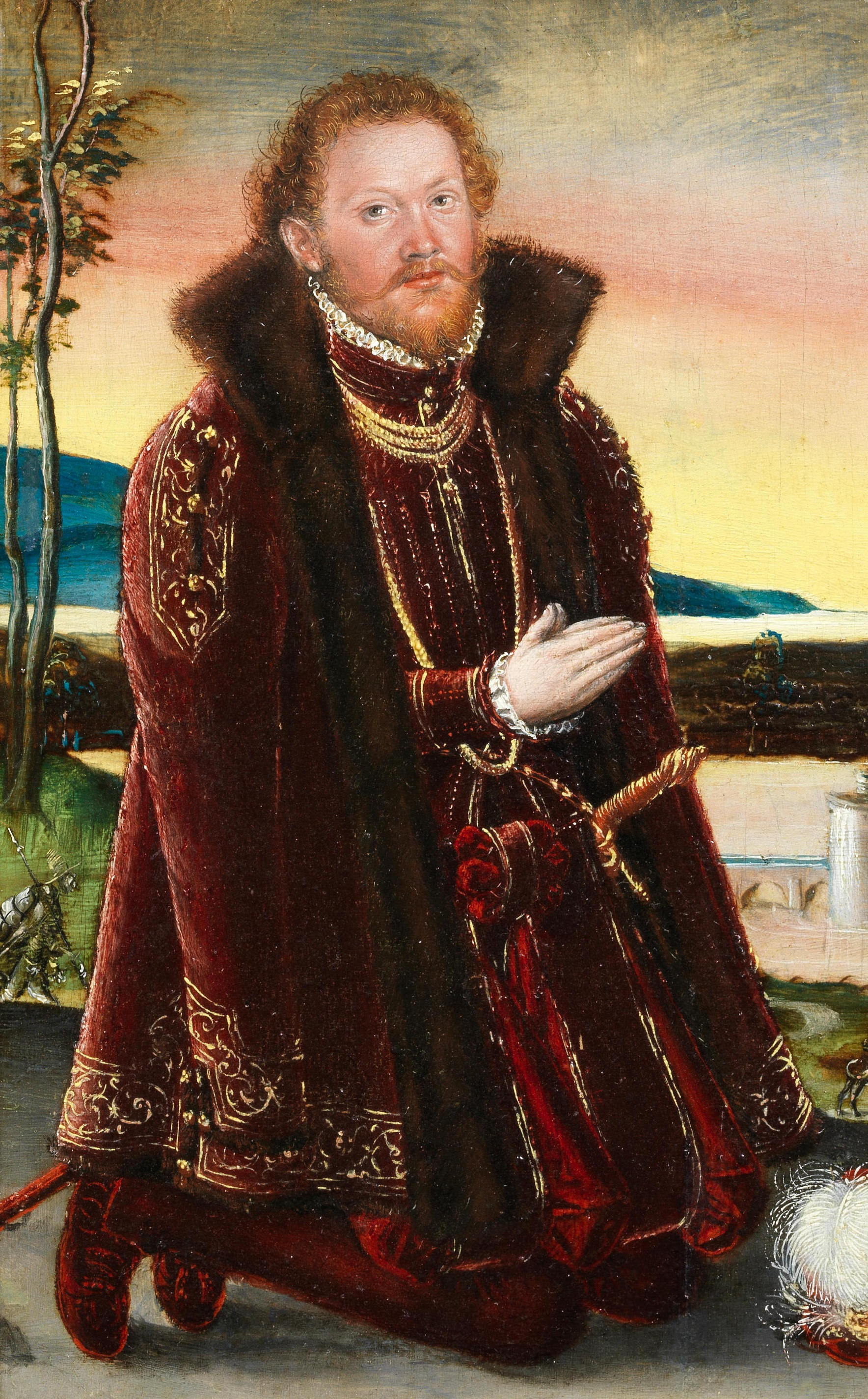
Joaquim Ernesto de Anhalt.

### Primeiros anos
Joaquim Ernesto nasceu em Dessau a 21 de Outubro de 1536, o segundo filho do príncipe João V de Anhalt-Zerbst e da sua esposa, a princesa Margarida, filha de Joaquim I Nestor, Príncipe-Eleitor de Brandemburgo. Recebeu uma excelente educação sob a supervisão do seu pai. A 1 de Fevereiro de 1549, quando tinha apenas treze anos de idade, ingressou oficialmente na Universidade de Wittenberg, onde, entre outros, estudou com o teólogo Georg Helt.

### Príncipe de Anhalt-Zerbst
Em 1550, após a morte do pai, Joaquim Ernesto herdou o príncipado de Anhalt-Zerbst juntamente com o seu irmão mais velho Carlos I de Anhalt-Zerbst e o seu irmão Bernardo VII de Anhalt Zerbst.
Quando o seu tio, o príncipe Jorge III de Anhalt-Zerbst  morreu sem deixar herdeiros, Joaquim e os seus irmãos herdaram o principado de Anhalt-Plötzkau em 1553. Mais tarde, em 1561, a morte de um outro tio, Joaquim I de Anhalt-Dessau permitiu-lhe herdar os territórios de Anhalt-Dessau juntamente com o irmão Bernardo, o único que ainda estava vivo na altura. Em 1561, o seu primo Wolfgang de Anhalt-Köthen abdicou do trono de Anhalt-Köthen a seu favor.

### Casamentos e descendência
Joaquim casou-se pela primeira vez no dia 3 de Março de 1560 em Barby com a princesa Inês, filha do conde Wolfgang I de Barby-Mühlingen. Juntos, tiveram seis filhos:
1. Ana Maria de Anhalt (13 Junho de 1561 - 14 de Novembro de 1605), casada com o duque Joaquim Frederico de Brieg; com descendência.
2. Inês de Anhalt (16 de Setembro de 1562 - 4 de Junho de 1564), morreu aos dois anos de idade.
3. Isabel de Anhalt-Zerbst (25 de Setembro de 1563 - 5 de Outubro de 1607), casada com o príncipe-eleitor João Jorge de Brandemburgo; com descendência.
4. Sibila de Anhalt  (28 de Setembro de 1564 - 26 de Outubro de 1614), casada com Frederico I, Duque de Württemberg; com descendência.
5. João Jorge I, Príncipe de Anhalt-Dessau (9 de Maio de 1567 - 24 de Maio de 1618), casado primeiro com a condessa Doroteia de Mansfeld-Arnstein; com descendência. Casado depois com a condessa Doroteia do Palatinado-Simmern; com descendência.
6. Cristiano I, Príncipe de Anhalt-Bernburg (11 de Maio de 1568 - 17 de Abril de 1630), casado com a condessa Ana de Bentheim-Steinfurt-Tecklenburg-Limburg; com descendência.

Dois anos depois da morte da sua primeira esposa, a 9 de Janeiro de 1571, Joaquim Ernesto casou-se em Estugarda com a princesa Leonor, filha do duque Cristóvão de Württemberg. Juntos tiveram dez filhos:
1. Bernardo, Príncipe de Anhalt (25 de setembro de 1571 - 24 de novembro de 1596), morreu aos vinte e cinco anos; sem descendência.
2. Inês Edviges de Anhalt (12 de março de 1573 - 3 de novembro de 1616), casada primeiro com o eleitor Augusto I da Saxónia; sem descendência. Casou-se depois com o duque João II de Schleswig-Holstein-Sonderburg-Plön.
3. Doroteia Maria de Anhalt (2 de julho de 1574 - 18 de julho de 1617), casada com o duque João II de Saxe-Weimar; com descendência.
4. Augusto, Príncipe de  Anhalt-Plötzkau (14 de julho de 1575 - 22 de agosto de 1653), casado com Sibila de Solms-Laubach; com descendência.
5. Rudolfo, Príncipe de Anhalt-Zerbst (28 de outubro de 1576 - 30 de julho de 1621), casado primeiro com a duquesa Doroteia Edviges de Wolfenbüttel; com descendência. Casado depois com Madalena de Oldemburgo; com descendência.
6. João Ernesto, Príncipe de Anhalt (1 de maio de 1578 - 22 de dezembro de 1601), morreu aos vinte e três anos; sem descendência.
7. Luís I, Príncipe de Anhalt-Köthen (17 de junho de 1579 - 7 de janeiro de 1650), casado com a condessa Amöena Amália de Bentheim-Steinfurt-Tecklenburg-Limburg; com descendência. Casado depois com Sofia de Lippe; com descendência.
8. Sabina de Anhalt  (7 de novembro de 1580 - 28 de março de 1599), morreu aos dezoito anos de idade; sem descendência.
9. Joaquim Cristóvão de Anhalt (7 de julho de 1582 - 16 de julho de 1583), morreu com um ano de idade.
10. Ana Sofia de Anhalt (15 de junho de 1584 - 9 de junho de 1652), casada com o conde Carlos Günther de Schwarzburg-Rudolstadt; sem descendência.

### Governador único de Anhalt
Em 1570, faleceu o único irmão ainda vivo de Joaquim, o príncipe Bernardo VII, o que fez com que ele se tornasse o único governante dos estados de Anhalt, unidos pela primeira vez desde a primeira partição realizada em 1252. Joaquim escolheu a cidade de Dessau para capital do seu governo.
Joaquim Ernesto era um governante típico do Renascimento que apoiou generosamente as artes e a cultura. Também ordenou que o filho do seu chanceler,Tobias Hübner, criasse uma descrição dos famosos jogos do cavaleiro (em alemão: Ritterspiele) que se realizavam na corte de Dessau.
Em 1572, criou o Código Legal da Região de Anhalt (em alemão: Landesverordnung Anhalts) e, em 1582, abriu o Liceu Franciscano (em alemão: Gymnasium Francisceum) em Zerbst. Era também um apoiante fervoroso da Reforma protestante e dos Huguenotes.

### Morte e sucessão
O príncipe Joaquim Ernesto morreu em Dessau a 6 de Dezembro de 1586. Uma vez que a sucessão nos territórios de Anhalt não seguia a regra da primogenitura, os seus sete filhos partilharam a governação dos territórios até 1603, data em que os seus cinco filhos ainda vivos dividiram as terras entre si.

## Genealogia
| Joaquim Ernesto, Príncipe de Anhalt | Pai: João V, Príncipe de Anhalt-Zerbst | Avô paterno: Ernesto I, Príncipe de Anhalt-Dessau                   | Bisavô paterno: Jorge I, Príncipe de Anhalt-Dessau                  |
| Joaquim Ernesto, Príncipe de Anhalt | Pai: João V, Príncipe de Anhalt-Zerbst | Avô paterno: Ernesto I, Príncipe de Anhalt-Dessau                   | Bisavó paterna: Ana de Lindow-Ruppin                                |
| Joaquim Ernesto, Príncipe de Anhalt | Pai: João V, Príncipe de Anhalt-Zerbst | Avó paterna: Margarida de Münsterberg-Oels                          | Bisavô paterno: Henrique I, Duque de Münsterberg-Oels               |
| Joaquim Ernesto, Príncipe de Anhalt | Pai: João V, Príncipe de Anhalt-Zerbst | Avó paterna: Margarida de Münsterberg-Oels                          | Bisavó paterna: Úrsula de Brandemburgo, Duquesa de Münsterberg-Oels |
| Joaquim Ernesto, Príncipe de Anhalt | Mãe: Margarida de Brandemburgo         | Avô materno: Joaquim I Nestor, Príncipe-Eleitor de Brandemburgo     | Bisavô materno: João Cícero, Príncipe-Eleitor de Brandemburgo       |
| Joaquim Ernesto, Príncipe de Anhalt | Mãe: Margarida de Brandemburgo         | Avô materno: Joaquim I Nestor, Príncipe-Eleitor de Brandemburgo     | Bisavó materna: Margarida da Turíngia                               |
| Joaquim Ernesto, Príncipe de Anhalt | Mãe: Margarida de Brandemburgo         | Avó materna: Isabel da Dinamarca, Princesa-Eleitora de Brandemburgo | Bisavô materno: João da Dinamarca                                   |
| Joaquim Ernesto, Príncipe de Anhalt | Mãe: Margarida de Brandemburgo         | Avó materna: Isabel da Dinamarca, Princesa-Eleitora de Brandemburgo | Bisavó materna: Cristina da Saxônia                                 |